# Sufyan Tayeh
Sufyan Abdulrahman Othman Tayeh (en árabe: سفيان عبد الرحمٰن عثمان تايه‎; Gaza, 20 de agosto de 1971 – Jabalia, 2 de diciembre de 2023) fue un académico y científico palestino en el campo de la Física y de las Matemáticas Aplicadas, quien se desempeñó como rector de la Universidad Islámica de Gaza desde agosto de 2023 hasta su muerte en un ataque aéreo israelí en diciembre de 2023.

## Biografía
Sufyan Tayeh nació en 1971 en el seno de una familia de refugiados palestinos en la ciudad de Gaza, al norte de la Franja de Gaza. Estudió primaria en la escuela de la UNRWA en el campamento de Jabalia y secundaria en la Escuela Secundaria para Niños Falujah en Gaza, donde obtuvo un título de bachillerato en la rama científica en 1988. Posteriormente, estudió en la Universidad Islámica de Gaza, donde obtuvo una licenciatura en física en 1994 y un doctorado en 2007. Fue investigador visitante en la Universidad de Waterloo entre 2021 y 2022 en electromagnetismo y óptica.
Fue un destacado investigador en el ámbito de la Física y de las Matemáticas Aplicadas. Tayeh ganó el Premio del Banco Islámico de Palestina a la Investigación Científica en los años 2019 y 2020, recibió el Premio Abdul Hameed Shoman para Jóvenes Científicos Árabes y el Premio de la Universidad Islámica a la Investigación Científica en el año 2021. El periódico Le Monde lo presenta, a la vista de su trayectoria, como un ejemplo de «meritocracia palestina».
Los intereses de investigación de Tayeh incluían guías de ondas ópticas, detección mediante guías de ondas ópticas, elipsometría, células solares sensibilizadas con colorante y OLED. Al momento de su fallecimiento, seguía investigando activamente.

### Muerte
Murió, junto con toda su familia, en un ataque aéreo de las Fuerzas israelíes en las inmediaciones de Al Faluja, un barrio situado a unos 30 kilómetros al noreste de la ciudad Gaza, durante la guerra de Gaza. Tras su muerte la Universidad de Granada emitió un comunicado en el que condenaban su asesinato y mostraban su «sincero apoyo y solidaridad con la comunidad de la Universidad Islámica de Gaza, con la que nos une estrechos lazos a través de los diversos convenios de colaboración que mantenemos y que, además, sufrió un bombardeo en sus instalaciones el pasado mes de octubre».
No fue el único académico palestino asesinado por las fuerzas israelíes durante la guerra de Gaza, Said Al Zebda, ingeniero eléctrico y presidente de la Escuela Universitaria de Ciencias Aplicadas, murió junto con toda su familia en un ataque del ejército israelí en la zona del barrio de Zeitún en la ciudad de Gaza.
El politólogo italiano Alberto Toscano incluye a Sufyan Tayeh entre las víctimas de lo que él llama escolasticidio palestino, la destrucción masiva y deliberada por parte de Israel del sistema de educación palestino.